# Ragnar Nurkse
Ragnar Nurkse (5. října 1907 Käru - 6. května 1959 poblíž Ženevského jezera) byl estonský ekonom. Věnoval se především problému ekonomik rozvojových zemí. Známá je jeho teorie vyváženého růstu, která zdůrazňuje roli státu pro nastartování ekonomického rozvoje zaostalých zemí.

## Život
Narodil ve vesnici v gubernii Livonia Ruské říše (nyní okres Järva, Estonsko) jako syn estonského otce a estonsko-švédské matky. Navštěvoval ruskou základní školu, poté německou střední katedrální školu v Tallinnu. Poté studoval na Právnické fakultě na Tartuské univerzitě (1926-1928), ale nedostudoval, protože v roce 1928 celá rodina emigrovala. Otec s matkou odešli do Kanady, ale on odešel do Británie a vystudoval ekonomii na univerzitě v Edinburghu. Absolvoval v roce 1932. V letech 1932 až 1934 postgraduálně studoval na Vídeňské univerzitě.
V letech 1934 až 1945 pracoval ve finanční sekci a ekonomické zpravodajské službě Společnosti národů. V roce 1945 začal učit na Kolumbijské univerzitě v New Yorku. V letech 1946 až 1947 byl členem Institutu pro pokročilá studia na Princetonské univerzitě, v roce 1947 se vrátil na Kolumbijskou jako docent ekonomie. Později byl povýšen na řádného profesora ekonomie a tuto pozici zastával téměř až do své smrti v roce 1959. V roce 1958 se stal rovněž profesorem ekonomie a ředitelem sekce mezinárodních financí na Princetonské univerzitě. V letech 1954–1955 působil jako hostující profesor na Nuffield College Oxfordské univerzity a v letech 1958–1959 na univerzitě v Ženevě, během této mise také zemřel, nedaleko Ženevy na infarkt.

## Dílo
Jeho teorie vyváženého rozvoje tvrdí, že rozhodující pro rozvoj ekonomiky jsou investice, a ty se vždy řídí jen velikostí trhu. Protože trh rozvojových zemí je malý, investice nepřicházejí. To je "začarovaný kruh chudoby". Nurkse byl nazýván "exportním pesimistou", protože se domníval, že investice do zaostalých zemí nemají přijít zvnějšku, a ostatně - vzhledem k výše uvedené zákonitosti - ani nemohou. Musí je učinit vlády, a to do řady průmyslových odvětví najednou. Jen tak lze v rozvojových zemích zvětšit trh a produktivitu, a tehdy teprve soukromý sektor přijde s investicemi vlastními.
Nurkse též zdůrazňoval vyvážený růst jak v průmyslovém, tak v zemědělském sektoru ekonomiky, aby každé z těchto odvětví poskytovalo trh pro výrobky toho druhého a dodávalo potřebné suroviny tomu druhému.
Jeho teorie měly po roce 1945 značný vliv ve třetím světě a v řadě zemí pomohly k rozvoji - zejména v Japonsku či Jižní Koreji. Právě tyto příklady jsou často uváděny jako hlavní důkazy správnosti Nurkseho teorie o státu jako nutném "prvotním investorovi". Kritici nicméně upozorňují, že zároveň tyto příklady teorii vyvracejí, neboť Japonsko ani Korea nebyly rozvojové země v pravém slova smyslu. Měly kulturní základy, vzdělanost, a byly spíše zabrzděné ve svém rozvoji - válkou nebo nějakou konzervativní ideologií. V zemích skutečně rozvojových, kterým chybí kvalifikovaná pracovní síla a technologie, "prvotní státní investice" spíše nevyšly. To zdůrazňoval zejména Nurseho největší kritik Albert O. Hirschman. Podle něj, pokud je země připravena uplatňovat Nurkseho doktrínu vyváženého růstu, není nedostatečně rozvinutá a naopak - pokud je nedostatečně rozvinutá, z podstaty není schopna ji realizovat.